# Sphecodes asclepiadis
Sphecodes asclepiadis är en biart som beskrevs av Cockerell 1898. Sphecodes asclepiadis ingår i släktet blodbin, och familjen vägbin. Inga underarter finns listade i Catalogue of Life.